# Topli Vrh, Semič
Topli Vrh (izgovarjava [ˈtɔːpli ˈʋəɾx]; tudi Topli Vrh pri Črmošnjicah, nemško Untertap(pe)lwerch) je opuščeno naselje v Občini Semič v jugovzhodni Sloveniji. Naselje leži na Dolenjskem in je danes del Jugoczhodne statistične regije. . Ozemlje Toplega Vrha katastrsko spada pod Črmošnjice.

## Zgodovina
Na terasi severno od današnjih ostankov vasi se je nekoč nahajalo bakrenodobno gradišče trikotne oblike. Nahajališče je bilo raziskano  leta 1984.
Topli Vrh je bila kočevarska vas. Leta 1574 jo je po zapisu v urbarju sestavljalo šest polkmetij. Takrat naselje omenjajo kot Undter Tablwerch.:1560 Leta 1770 je imela 15 hiš, leta 1931 pa 25. Prvotne prebivalce so po razglasu z 20. oktobra 1941 (odselitev sama pa od 14. novembra do 23. januarja 1943) izselili. Italijanski vojaki so vas med roško ofenzivo poleti 1942 požgali in ta ni bila nikoli več obnovljena.
V bližini vasi se nahaja kamnolom dolomita Topli Vrh, ta leži nekako na pol poti med vasjo in gradiščem. V zadnjem času se ta širi, ta je leta 2021 meril 4 ha.

## Cerkev
Vaška cerkev je bila podružnična kapela, posvečena svetemu Petru in Pavlu. Imela je pravokotno ladjo in s treh strani obzidan osmerokotni kor. Ob južni steni stavbe stoji kvadraten zvonik. V pisnih virih jo je leta 1689 prvič omenil Janez Vajkard Valvasor, ki jo označuje kot cerkev "S. Pauli zu Toplaverch". Cerkev je bila verjetno zgrajena v 17. stoletju, arhitekturne značilnosti pa kažejo, da ta morda izvira iz 15. stoletja. Cerkev je imela preprost kamnit vhodni portal in majhna pravokotna in obokana okna in dekorativno poslikavo. Ladja in kor sta bila pokrita z dvokapno streho. Cerkev je po odhodu kočevarskih Nemcev propadla, domačini so večino materiala odstranili. Ostal je le zvonik, katerega streha je bila popravljena leta 2004. Zvonik in preostale ruševine so danes spomeniško zaščitene.